# Hermaea cruciata
Hermaea cruciata är en snäckart som beskrevs av Gould 1870. Hermaea cruciata ingår i släktet Hermaea och familjen Stiligeridae. Inga underarter finns listade i Catalogue of Life.